# 콜체스터 유나이티드 FC

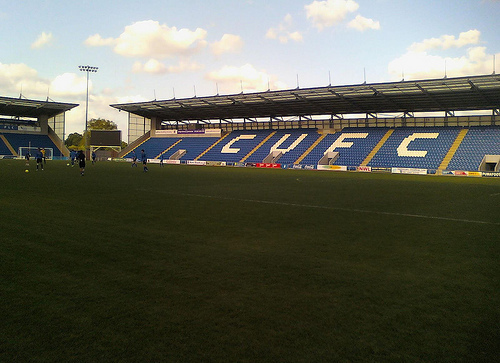

콜체스터 유나이티드 FC(Colchester United Football Club)는 잉글랜드의 에식스주 콜체스터를 연고로 하는 축구 클럽이다. 클럽이 창단된 것은 1937년으로, 전신은 과거에 레이어 로드를 홈 구장으로 이용했고, 지금은 존재하지 않는 콜체스터 타운이다.

## 선수 명단

### 현역
참고: FIFA 자격 규정에 따라 소속된 국가대표팀 국기를 표시합니다. 선수는 복수의 FIFA 비회원국 국적을 가지고 있을 수 있습니다.
| 번호 | 포지션 | 국적       | 이름          |
| ---- | ------ | ---------- | ------------- |
| 4    | DF     | 아일랜드   | 피아커 켈레허 |
| 6    | DF     | 북아일랜드 | 톰 플래너건   |
| 15   | MF     | 북아일랜드 | 제이미 맥도넬 |

| 번호 | 포지션 | 국적     | 이름          |
| ---- | ------ | -------- | ------------- |
| 25   | FW     | 아일랜드 | 안소니 스컬리 |

## 역대 감독
| 감독      | 임기        |
| --------- | ----------- |
| 믹 밀스   | 1990        |
| 폴 램버트 | 2008 ~ 2009 |